# Émile Armand
Émile Armand, noto anche come E. Armand, pseudonimo di Lucien-Ernest Juin (Parigi, 26 marzo 1872 – Rouen, 19 febbraio 1962), è stato un anarchico e filosofo francese, esponente della corrente individualista ed edonista, fautore dell'amore libero, del pacifismo e del naturismo (anarco-naturismo).

## Biografia
Émile Armand nacque il 26 marzo 1872. Figlio di un militante della Comune di Parigi, in gioventù era cattolico ma poi divenne ateo.
Si avvicinò alle idee anarchiche solo verso i 25 anni, ma da quel momento iniziò un'opera infaticabile di pubblicista e propagandista. Nel 1901 dette vita alla sua prima rivista, «L'Ere Nouvelle» ("L'Era nuova"), che fu pubblicata fino al 1911, seguita da numerosissime altre pubblicazioni dai titoli significativi: «Les Rèfractaires» ("I Refrattari"), «Hors du Troupeau» ("Fuori dal Branco", dal 1911), «l'En dehors» ("l'al di fuori"), «Par delà la mêlée» ("Al di là della mischia", dal 1916), oltre ad un numero considerevole di opuscoli e alle due sue opere più importanti: L'initiation individualiste anarchiste ("L'iniziazione individualista anarchica", pubblicata nel 1923) e La révolution sexuelle et la camaraderie amoureuse ("La rivoluzione sessuale e il cameratismo amoroso", pubblicata 1934). 
Fu anche tra i più importanti collaboratori della stesura dell’Encyclopédie Anarchiste di Sébastien Faure.
L'attività anarchica, pacifista e antimilitarista di Armand gli costò la repressione e la condanna al carcere. Arrestato il 6 agosto 1907, fu condannato il 9 maggio 1908 a cinque anni di prigione per complicità nell'emissione di moneta falsa. Fu arrestato una seconda volta il 6 ottobre 1917 e condannato il 5 gennaio 1918 ad altri cinque anni di prigione per complicità in diserzione (fu liberato nell'aprile del 1922). Il 27 gennaio 1940 ricevette una condanna per incitazione all'insubordinazione e il 16 aprile seguente internato in diversi campi di prigionia fino al settembre 1941. 
L'azione militante di Armand si orientò verso le milieux libres ("colonie libertarie") dove veniva praticato l'amore libero, il naturismo e il cameratismo amoroso quali pratiche di vita libertaria, in anticipo di decenni sulle comuni hippie. L'ultima produzione della sua lunghissima militanza (il periodico «L'Unique») è del 1945 e continuò fino al termine degli "anni '50", cioè poco prima della sua morte, avvenuta nel 1962, all'età di 90 anni.
Le sue idee sono state riprese, tra gli altri, in tempi recenti da Michel Onfray.

## Il pensiero

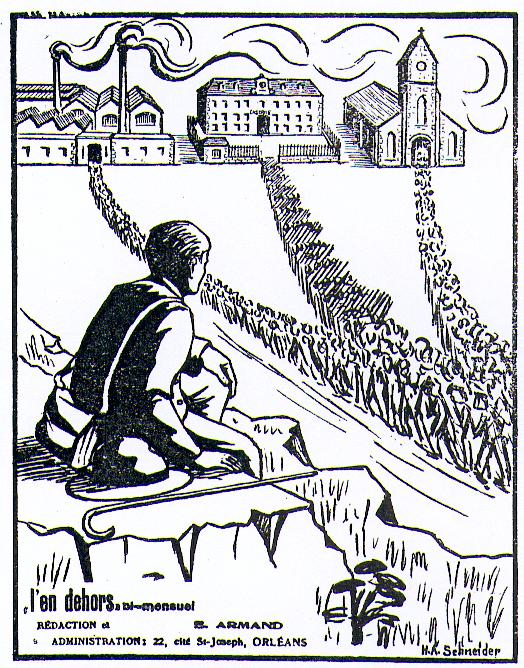
Copertina di una pubblicazione di Armand, la rivista En dehors

Émile Armand è uno degli esponenti principali dell'individualismo anarchico europeo. Oltre che dall'anarchismo classico, è influenzato principalmente da Max Stirner, John Henry Mackay, Charles Fourier e Friedrich Nietzsche (definendosi difatti un "discepolo di Dioniso").
Le sue concezioni non vanno confuse né con quelle dei sostenitori del "gesto esemplare", né con quelle dei cosiddetti antiorganizzatori. L'individualismo di Armand può invece essere considerato come una completa "filosofia di vita": «l'anarchico è quell'individuo che esprime un'insofferenza esistenziale contro ogni forma di autorità, che lotta contro il potere prima di tutto perché esso lo opprime direttamente». Il singolo soggetto è "l'alfa e l'omega" di ogni riferimento giustificativo della prassi, la vera e l'unica certezza che dà valore agli scopi della lotta. La rivoluzione di Armand è una globale «rivoluzione di coscienza», un salto di qualità esistenziale, un modo radicalmente autentico di rapportarsi al mondo fisico e sociale. Coinvolgendo integralmente l'individuo, essa non ammette "scissioni" tra privato e pubblico, ma non nel senso marxiano di identificazione del singolo con la "società". Al contrario, è sempre e soltanto l'individuo a decidere e volere la propria coerenza tra privato e pubblico, senza mai renderne conto a nessuno. Il che non equivale a postulare un individualismo miope ed egoista, con ciascun uomo racchiuso nella corazza del suo particulare. Significa piuttosto adombrare una "concezione "pluralistica" dell'esistenza, vista come possibilità di realizzare un vissuto non monocorde ma ampiamente differenziato. L'idea di libertà, per Armand, è strettamente intrecciata con quella di felicità, col «diritto di ogni persona ad attuarsi completamente».

### La reciprocità
Secondo Armand il metodo della reciprocità è «il metodo la cui applicazione assoluta garantirebbe coloro che lo adottassero come base dei loro rapporti o dei loro accordi, contro ogni lesione, ogni frode, ogni inganno materiale e contro ogni diminuzione, ogni ferita della loro dignità personale. (...) Lealmente praticato, in qualsiasi campo dell'attività umana, il metodo della reciprocità implica in sé l'equità, così nella sfera economica come in quella dei costumi, così nel campo intellettuale come in quello del sentimento». Armand precisa che «ricevere altrettanto di quanto si è dato non significa soltanto avere l'equivalente in peso, in misura, in qualità, in valore, di ciò che si è dato, ma significa anche e soprattutto essere soddisfatto del contratto fatto, significa aver piena coscienza che nell'"affare" trattato - intellettuale, sentimentale, economico - non vi sia stato, da una parte come dall'altra, né ingannatore, né ingannato, né frodatore, né frodato; in altre parole che ciascuno, durante il contratto, ha agito secondo il proprio determinismo e si è mostrato nella sua veste». Secondo Armand laddove esiste la reciprocità nei prodotti e nelle azioni non vi può essere posto per la diffidenza, il dubbio o il rancore.

### L'amore libero
Per Armand l'amore deve essere esercitato liberamente, senza alcuna restrizione di tipo morale, in un contesto di cameratismo amoroso definito come «libero contratto (rescindibile con preavviso o non, dopo accordo preliminare)» concluso tra individui di sesso differente, il cui scopo è «d'assicurare i contraenti da certi rischi delle esperienze amorose quali il rifiuto, la fine dell'amore, la gelosia, il capriccio, l'indifferenza ecc.». In questo modo l'amoralismo sessuale, secondo Armand, distrugge gli “elementi cardine” della schiavitù: il vizio, la virtù, la purezza, la castità, la fedeltà ecc.
Questi elementi non fanno altro che giustificare l'esistenza dello Stato e della Chiesa nel loro ruolo di guardiani dell'ordine e della moralità, e come tali vanno distrutti.

## Opere
- L'idéal libertaire et sa réalisation (1904)
- De la liberté sexuelle (1907)
- Mon athéisme (1908)
- Qu'est-ce qu'un anarchiste? (1908)
- Le Malthusianisme, le néo-malthusianisme et le point de vue individualiste (1910)
- La Procréation volontaire au point de vue individualiste (1910)
- Est-ce cela que vous appelez «vivre»? (1910)
- Les Ouvriers, les syndicats et les anarchistes (1910)
- Mon point de vue de «l'anarchisme individualiste» (1911)
- La Vie comme expérience (1916)
- Les besoins factices, les stimulants et les individualistes (1917)
- Le plus grand danger de l'après-guerre (1917)
- Lettre ouverte aux travailleurs des champs (1919)
- L'illégalisme anarchiste. Le mécanisme judiciaire et le point de vue individualiste. (1923)
- L'illégaliste anarchiste est-il notre camarade? (1923)
- L'Initiation individualiste anarchiste (1923)
- Entretien sur la liberté de l'amour (1924)
- L'ABC de «nos» revendications individualistes anarchistes (1924)
- Liberté sexuelle (1925)
- Amour libre et liberté sexuelle (1925)
- La révolution sexuelle et la camaraderie amoureuse (1934)